# Gregoria Anastasia
Pour les articles homonymes, voir Anastasia.
Gregoria Anastasia ( ? - 650) était l'épouse de l'empereur byzantin Constantin III. Son mari n'ayant régné que quelques mois, son propre règne en tant qu'impératrice fut bref. À la mort de Constantin III, la régence de leur fils Constant II fut officiellement confiée au patriarche Paul II de Constantinople. La participation notable de Gregoria à la régence n'est pas mentionnée dans les sources byzantines

## Famille
Gregoria Anastasia était la fille de Nicétas, un général byzantin et cousin germain de l'empereur Héraclius.
Nicétas avait lancé une invasion terrestre de l'Egypte romaine durant la révolte qui avait permis à Héraclius d'accéder au trône. Après avoir combattu les représentants de l'usurpateur Phocas en Égypte, il semble avoir obtenu le contrôle de la province en 610.
Le 5 octobre 610, Héraclius renversa Phocas et fut proclamé empereur. Nicétas obtint alors le titre de patricien et fut nommé Comes Excubitorum, commandant des Excubites (la garde personnelle de l'empereur). Il semble également avoir gardé le contrôle de l'Égypte et avoir pris part à la défense de la province lors de l'invasion sassanide menée par l'empereur Khosro II. Les Sassanides prirent le contrôle de l'Égypte en 618 mais Nicétas parvint à survivre. Il fut alors nommé exarque de l'exarchat de Carthage, mandat qu'il occupa de 619 jusqu'à sa mort en 628/629.
Le grand-père paternel de Gregoria Anastasia était Grégorius, frère d'Héraclius l'Ancien, exarque de l'exarchat de Carthage sous l'empereur Maurice. Grégorius semble avait avoir servi sous le commandement de son frère mais son rôle reste assez flou.

## Impératrice
Gregoria est origine de la région de Pentapole en Cyrénaïque (à l'est de la Libye actuelle). Étant donné que la Cyrénaïque faisait partie des territoires dirigés par son père Nicétas, on peut supposer que c'est lui qui supervisa l'éducation de Gregoria en lieu et place de son beau-père.
Elle est fiancée à son cousin germain Constantin III, seul fils connu d'Héraclius et de sa première femme Fabia Eudocia. Celui-ci est couronné co-empereur par son père, Héraclius, le 22 janvier 613.
Le mariage de Gregoria et de Constantin III a eu lieu en 629 ou 630. A cette date, 
Constantin III est âgé de 17 ans, de même que Gregoria.
Gregoria et son mari ont au moins deux fils. Le premier, né le  7 novembre 630, deviendra empereur sous le nom de Constant II. Le second, Théodose, sera général en 654 puis consul honoraire en 656, avant d'être exécuté par son frère, Constant II pour conspiration en 659 ou 660. Selon plusieurs sources, il semble que Gregoria et Constantin III aient eu également une fille, nommée Manyanh, qui est connue comme étant une petite-fille d'Héraclius et l'épouse du souverain perse Yazdgard III.
Lorsqu'Héraclius meurt le 11 février 641, Constantin III devint empereur. Gregoria devient alors impératrice avec lui. Le demi-frère de Constantin III est également nommé en tant que co-dirigeant. Néanmoins, le règne de Constantin III est bref. Il meurt le 24 ou 25 mai 641, après seulement quelques mois de règne, probablement des suites d'une tuberculose ou phthisie chronique. Une révolte en faveur de Constant II, le premier fils de Constantin III et de Gregoria aboutit à la déposition d'Héraclonas en septembre. Constant II devient donc seul empereur.
Le rôle de Gregoria pendant le règne de son fils n'est pas précisé dans les sources byzantines.

## Sources
- (en) Cet article est partiellement ou en totalité issu de l’article de Wikipédia en anglais intitulé « Gregoria » (voir la liste des auteurs).